# ゴールドジム
ゴールドジム（Gold's Gym）は、アメリカ合衆国を中心に世界中で展開されているトレーニングジム。

## 概要

テキサス州ラウンドロックのゴールドジム

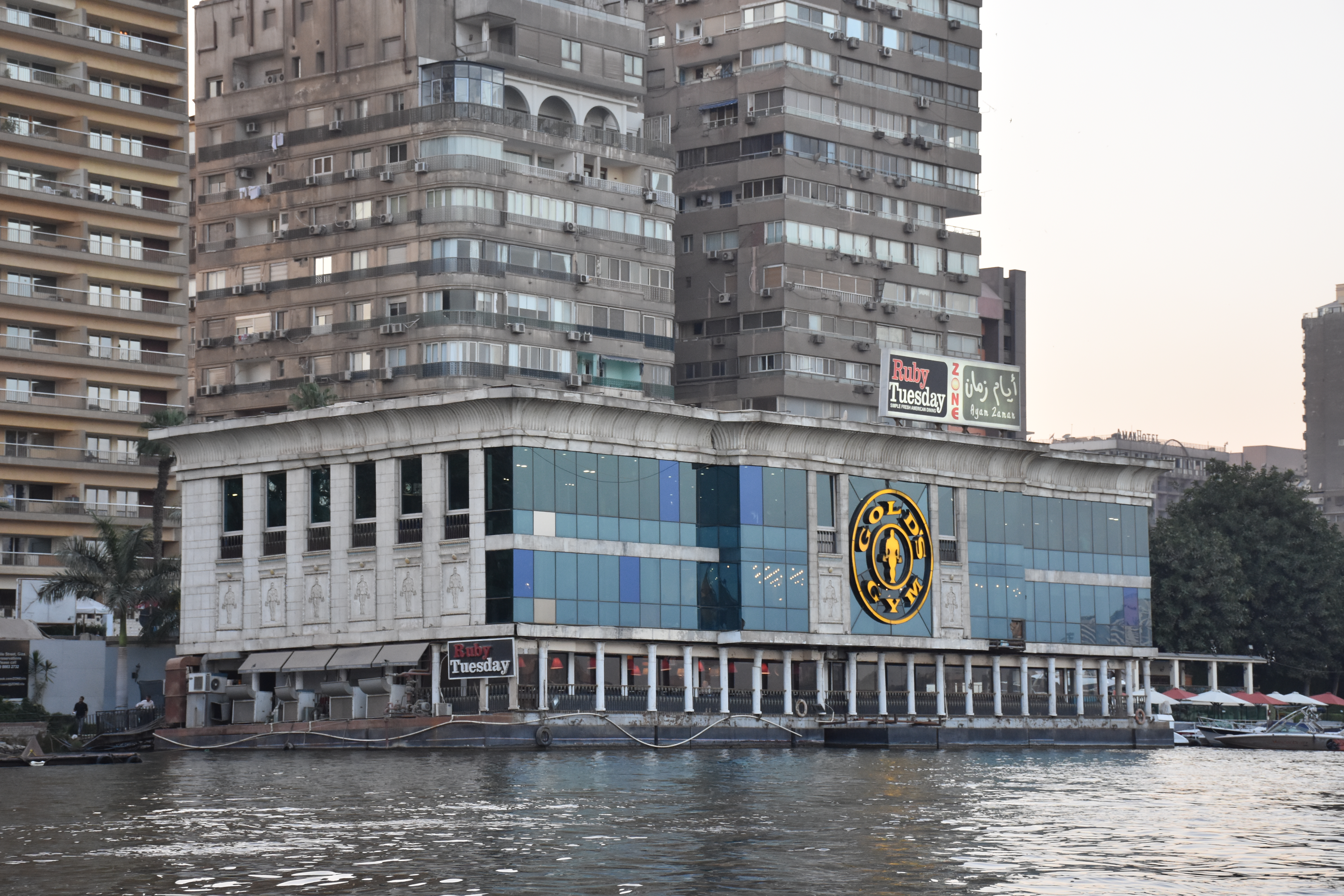
ナイル川沿いのカイロのゴールドジム

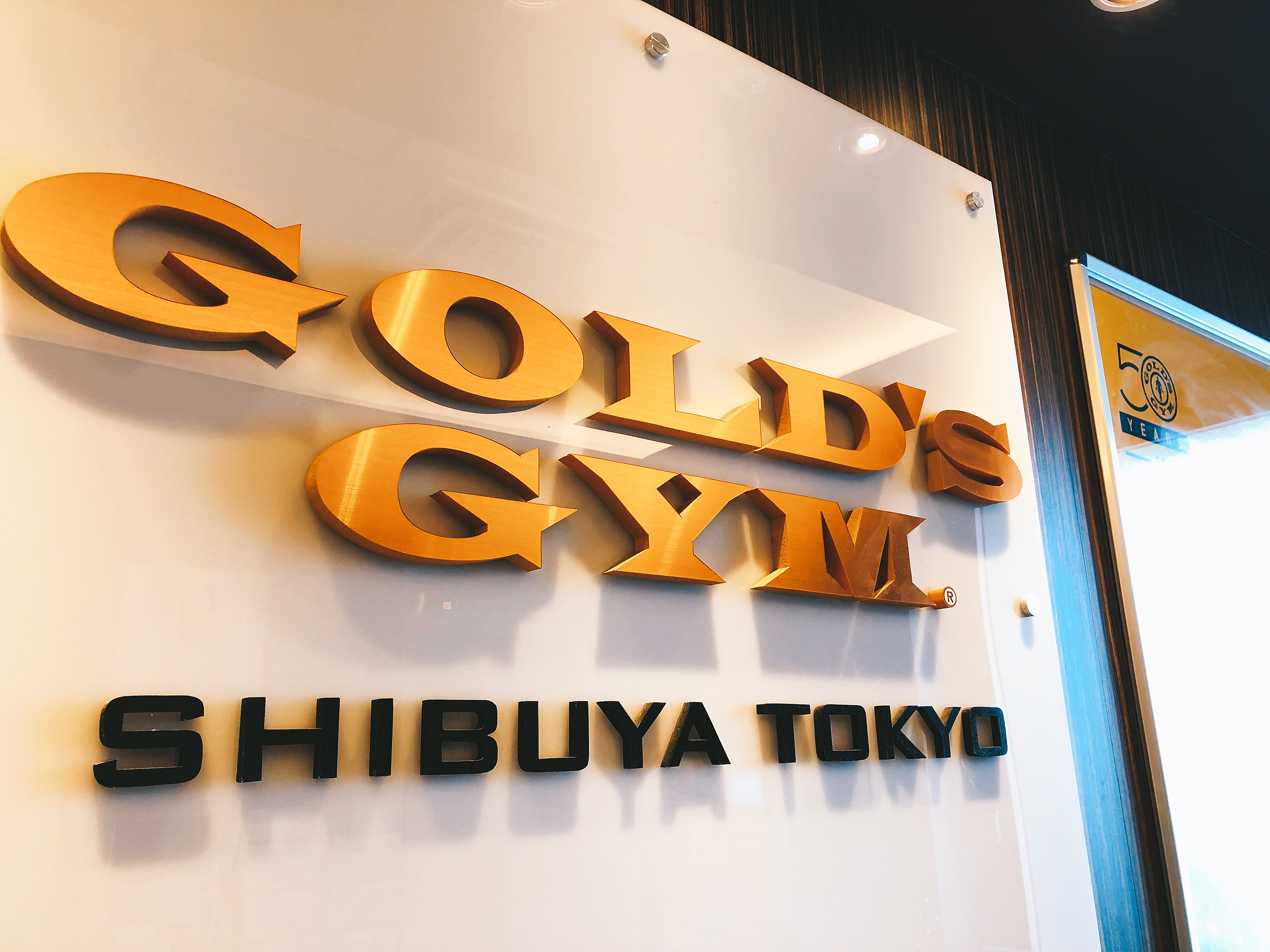
ゴールドジム渋谷東京店

1965年にボディビルダーのジョー・ゴールドがアメリカ合衆国カリフォルニア州ベニスビーチに第1号店を開業した。アーノルド・シュワルツェネッガーが出演した1977年のドキュメント映画『アーノルド・シュワルツェネッガーの鋼鉄の男』のヒットでフィットネスブームが巻き起こった。
2020年現在、カナダ、ロシア、インド、オーストラリア、日本、イギリス、オランダ、ドイツ、エジプトなど世界30カ国、700店舗以上、延べ300万人以上に利用されている。
2020年5月、新型コロナウイルスの流行による休業で財務状況が悪化し、運営会社は連邦倒産法第11章の適用をテキサス州北部地区連邦地方裁判所に申請した。再建計画は同年8月1日にまでに提出する予定である。なお、日本でのゴールドジムの展開はマスターライセンス契約に基づくフランチャイズ運営である関係上、ライセンサーとの独立性が担保されているため、ただちに影響はないと公表している。

## 日本での展開

### 概要
日本では有限会社スィンク（現・株式会社THINKフィットネス）が米GOLD'S GYM FRANCHISING（GGF）社とフランチャイズ契約を締結し、1995年7月に日本第1号店「ゴールドジム イースト東京」をオープン。1998年にGGF社とマスターフランチャイズ契約（日本国内におけるフランチャイズ展開も含む）を締結。閉鎖した店舗の継承や、FCで全国に店舗拡大している。
日本のゴールドジムの支店は、他の国の支店とは異なり、タトゥーがある人は加入できない。

### 店舗
東京
- ゴールドジム 原宿東京
- ゴールドジム 原宿ANNEX
- ゴールドジム 表参道東京
- ゴールドジム 渋谷東京
- ゴールドジム 南青山東京
- ゴールドジム 笹塚東京
- ゴールドジム 代々木上原東京
- ゴールドジム 代々木公園PREMIUM
- ゴールドジム 四ツ谷東京
- ゴールドジム 銀座東京
- ゴールドジム 銀座中央
- ゴールドジム 浜松町東京
- ゴールドジム ノース東京（大塚）
- ゴールドジム ウエスト東京（中野）
- ゴールドジム 東中野東京
- ゴールドジム サウス東京（大井町）
- ゴールドジム サウス東京ANNEX（大森）
- ゴールドジム 北千住東京
- ゴールドジム 曳舟東京
- ゴールドジム 東陽町スーパーセンター
- ゴールドジム イースト東京（南砂町）
- ゴールドジム 西葛西東京
- ゴールドジム 府中東京
- ゴールドジム 聖蹟桜ヶ丘東京
- ゴールドジム 南大沢東京
- ゴールドジム 国立東京
- ゴールドジム 八王子東京
- ゴールドジム 町田東京

千葉
- ゴールドジム 浦安千葉
- ゴールドジム 行徳千葉フィットネスセンター
- ゴールドジム 行徳千葉アスレチックセンター
- ゴールドジム 本八幡千葉
- ゴールドジム 津田沼千葉
- ゴールドジム 幕張千葉WBG
- ゴールドジム 幕張千葉ANNEX
- ゴールドジム 幕張ベイパークアリーナ
- ゴールドジム 南船橋千葉
- ゴールドジム 千葉ニュータウン
- ゴールドジム 成田千葉
- ゴールドジム 柏千葉

神奈川
- ゴールドジム 横浜馬車道（FC）
- ゴールドジム 横浜馬車道プールアネックス（FC）
- ゴールドジム 横浜上星川（FC）
- ゴールドジム 戸塚神奈川
- ゴールドジム 湘南神奈川
- ゴールドジム 横須賀神奈川
- ゴールドジム 溝の口神奈川
- ゴールドジム 厚木神奈川

埼玉
- ゴールドジム 大宮さいたま
- ゴールドジム さいたまスーパーアリーナ
- ゴールドジム 吉川埼玉（FC）
- ゴールドジム 東浦和さいたま（FC）
- ゴールドジム 新所沢埼玉
- ゴールドジム 久喜埼玉

群馬
- ゴールドジム 高崎群馬（FC）
- ゴールドジム 前橋群馬（FC）

栃木
- ゴールドジム スパレア宇都宮（FC）
- ゴールドジム スパレア足利（FC）

茨城
- ゴールドジム 牛久茨城（FC）

関西
- ゴールドジム 梅田大阪
- ゴールドジム 大阪中之島
- ゴールドジム 十三 in プラザオーサカ
- ゴールドジム 高槻大阪
- ゴールドジム 神戸元町
- ゴールドジム 新神戸兵庫
- ゴールドジム 宝塚兵庫
- ゴールドジム 京都今出川
- ゴールドジム 京都烏丸
- ゴールドジム 京都二条
- ゴールドジム 栗東滋賀
- ゴールドジム 橿原奈良（FC）

東海
- ゴールドジム 名古屋錦
- ゴールドジム 名古屋金山
- ゴールドジム イオンモール熱田アネックス
- ゴールドジム 安城コロナワールド
- ゴールドジム 富士静岡（FC）
- ゴールドジム 浜松静岡
- ゴールドジム 御殿場静岡（FC）

北海道
- ゴールドジム 札幌大通（FC）
- ゴールドジム 函館北海道（FC）
- ゴールドジム EXP札幌手稲（FC）
- ゴールドジム EXP札幌苗穂（FC）

東北
- ゴールドジム 仙台宮城
- ゴールドジム 仙台サンプラザ
- ゴールドジム 郡山福島

北陸
- ゴールドジム 富山環水公園（FC）
- ゴールドジム ヴィテンののいち（FC）

中四国
- ゴールドジム 山口宇部（FC）
- ゴールドジム シーモール下関（FC）
- ゴールドジム 津山岡山（FC）
- ゴールドジム 新居浜愛媛（FC）
- ゴールドジム 広島パセーラ（FC）

九州
- ゴールドジム 博多リバレイン
- ゴールドジム コマーシャルモール博多
- ゴールドジム 筑紫野福岡 （FC）
- ゴールドジム 飯塚福岡（FC）
- ゴールドジム 若松福岡（FC）
- ゴールドジム 佐世保長崎（FC）
- ゴールドジム 唐津佐賀（FC）
- ゴールドジム 上通熊本
- ゴールドジム 熊本East
- ゴールドジム 合志熊本
- ゴールドジム 宇城熊本
- ゴールドジム イオンモール宮崎
- ゴールドジム 別府杉乃井ホテル（FC）

### スポーツチーム
2007年、社会人野球のクラブチームとして「THINKフィットネス・GOLD'S GYMベースボールクラブ」が発足した。元プロ野球選手の上田浩明がヘッドコーチを務めている。